# Charles Scicluna
Charles Jude Scicluna (Toronto, 15 maggio 1959) è un arcivescovo cattolico maltese, dal 27 febbraio 2015 arcivescovo metropolita di Malta, dal 20 agosto 2016 presidente della Conferenza episcopale maltese e dal 5 giugno 2022 segretario aggiunto del Dicastero per la dottrina della fede.

## Biografia
Charles Jude Scicluna è nato a Toronto, sede arcivescovile nell'Ontario, in Canada, il 15 maggio 1959, da genitori maltesi immigrati. Quando aveva undici mesi, la sua famiglia si è trasferita a Lija, ritornando così a Malta.

### Formazione e ministero sacerdotale
Dopo aver compiuto gli studi secondari ed aver iniziato la facoltà di giurisprudenza, all'età di diciannove anni ha deciso di seguire la sua vocazione sacerdotale, così si è iscritto presso il seminario maggiore della stessa città. Ha conseguito poi la laurea in diritto civile e una licenza in sacra teologia presso l'Università di Malta, nel 1984, con una tesi dal titolo "L'atto di Mortmain, 1967. Genesi ed interpretazione".
L'11 luglio 1986 è stato ordinato presbitero dall'arcivescovo Joseph Mercieca per l'arcidiocesi di Malta.
Successivamente si è trasferito a Roma, dove nel 1991 ha conseguito il dottorato in diritto canonico presso la Pontificia Università Gregoriana con una tesi dal titolo "La definizione di base del matrimonio secondo i codici di diritto canonico del 1917 e del 1983. Uno studio esegetico e comparativo". Il suo relatore di tesi è l'allora difensore del vincolo del Supremo tribunale della Segnatura apostolica Raymond Leo Burke, con l'aiuto del professore gesuita Urbano Navarrete (entrambi futuri cardinali). In una lunga intervista ha affermato: «Volevano che rimanessi a Roma, alla Segnatura apostolica, ma l'arcivescovo mi richiamò a Malta, dove per cinque anni ho insegnato all'università, ho fatto il "difensore del vincolo" nelle cause per la nullità matrimoniale, ho lavorato in parrocchia».
Dal 1990 al 1995 è stato difensore del vincolo e promotore di giustizia nella Curia diocesana di Malta, professore di teologia pastorale e diritto canonico presso la facoltà locale di teologia e vicerettore del seminario maggiore dell'arcidiocesi. La sua attività pastorale includeva il servizio presso le parrocchie di San Gregorio Magno a Sliema e della Trasfigurazione a L-Iklin; è stato inoltre cappellano del convento locale di Santa Caterina.
Nel 1995 è stato chiamato in Vaticano, dove ha svolto il ruolo di sostituto promotore di giustizia presso il Supremo tribunale della Segnatura apostolica. Ha insegnato anche come professore invitato presso la facoltà di giurisprudenza presso la Pontificia Università Gregoriana. Il 24 ottobre 1996 papa Giovanni Paolo II gli ha conferito il titolo di prelato d'onore di Sua Santità.
Tra il 1996 e il 2007 ha svolto un ruolo determinante nel processo di beatificazione prima, e di canonizzazione poi, del sacerdote maltese Giorgio Preca, fondatore della "Società della Dottrina Cristiana", canonizzato il 3 giugno 2007 da papa Benedetto XVI.
Dopo la pubblicazione del motu proprio Sacramentorum Sanctitatis Tutela, con il quale Giovanni Paolo II ha deciso di indagare sui processi per gli abusi dei chierici sui minori, il 21 ottobre 2002 è nominato promotore di giustizia della Congregazione per la dottrina della fede, diventando uno dei più stretti collaboratori del cardinale Joseph Ratzinger (poi papa Benedetto XVI).

### Ministero episcopale
Il 6 ottobre 2012 papa Benedetto XVI lo ha nominato vescovo ausiliare di Malta e vescovo titolare di San Leone; ha ricevuto l'ordinazione episcopale il 24 novembre successivo, nella cattedrale di San Paolo a Medina, dall'arcivescovo Paul Cremona, coconsacranti l'arcivescovo emerito di Malta Joseph Mercieca e il vescovo di Gozo Mario Grech.
Il 1º dicembre successivo lo stesso papa lo ha nominato membro della Congregazione per la dottrina della fede. Un anno dopo, nel dicembre del 2013, papa Francesco lo ha incaricato di contrastare la proposta di legge sui matrimoni gay e l'adozione da parte di coppie dello stesso sesso a Malta. Nell'aprile 2014 è stato nominato dal Vaticano per portare la sua testimonianza sulla cattiva condotta sessuale del clero nell'arcidiocesi di Saint Andrews ed Edimburgo; l'arcivescovo metropolita Leo Cushley ha annunciato l'indagine in due lettere inviate al suo clero.
Il 27 febbraio 2015 papa Francesco lo ha nominato arcivescovo metropolita di Malta, sede di cui era già amministratore apostolico dal 18 ottobre 2014, dopo le dimissioni per motivi di salute dell'arcivescovo Paul Cremona. Il 21 marzo ha preso possesso dell'arcidiocesi, nella cattedrale di San Paolo a Medina. Dallo stesso anno è anche gran priore per Malta dell'Ordine equestre del Santo Sepolcro di Gerusalemme.
Ha partecipato alla XV assemblea generale ordinaria del Sinodo dei vescovi che ha avuto luogo nella Città del Vaticano dal 3 al 28 ottobre 2018 sul tema "I giovani, la fede e il discernimento vocazionale" come membro designato dalla Conferenza episcopale maltese, di cui è presidente dal 20 agosto 2016. Ha fatto parte della commissione per le controversie.
Presso la Congregazione per la dottrina della fede, denominata Dicastero per la dottrina della fede dal 5 giugno 2022, è presidente del Collegio per l'esame dei ricorsi alla sessione ordinaria, dal 21 gennaio 2015, e segretario aggiunto, dal 13 novembre 2018.

## Posizioni teologiche, morali, sociali e su temi politici

### La lotta agli abusi sessuali
Nel 2010, con l'ampliamento delle norme universali degli statuti della Chiesa sulle limitazioni della segnalazione dei casi di abuso sessuale e della categoria dei reati ecclesiali per includere possesso di pornografia infantile, fornisce una breve storia delle attività della Congregazione rispetto ai casi di abuso in un'intervista del giugno 2010. In un servizio di preghiera per i sacerdoti nella basilica di San Pietro in Vaticano avvenuto nel maggio 2010, affronta il tema della vocazione sacerdotale dicendo:
Continua citando passi evangelici sulla corruzione dei giovani - "Chi scandalizza anche uno solo di questi piccoli che credono in me ha peccato, sarebbe meglio per lui che si metta una macina da asino al collo e fosse gettato nel mare" (Marco 09:42) - e anche l'esegesi di San Gregorio Magno sul senso dei versetti per i sacerdoti:
In una conferenza sugli abusi sessuali tenutasi nel febbraio 2012 presso la Pontificia Università Gregoriana, spiega che la Congregazione per la dottrina della fede ha bisogno del sostegno di tutta la gerarchia ecclesiastica nelle sue procedure per avere l'impatto previsto: "Nessuna strategia per la prevenzione degli abusi sui minori potrà mai lavorare senza l'impegno e la responsabilità". Egli ha detto che "la negazione deliberata di fatti noti, e la preoccupazione fuori luogo che il buon nome dell'istituzione debba in qualche modo beneficiare di una priorità assoluta" erano "nemici della verità" e riflette "una cultura del silenzio mortale", da lui definita come una forma di omertà, il termine usato per descrivere il codice della mafia del silenzio per proteggere cospirazioni criminali di fronte alle autorità civili e penali. Ha descritto le esigenze pastorali di chi ha abusato, "il bisogno radicale della vittima di essere ascoltato con attenzione, per essere capito e creduto, di essere trattati con dignità come lui o lei arranca nel cammino faticoso di recupero e guarigione", e ha sottolineato la particolare attenzione necessaria per coloro che si ritrovano in una fase di recupero, "che sembrano aver individuato 'sé' semplicemente con 'essere stati vittime". Dice ai giornalisti che i vescovi dovevano rispettare la legge della chiesa e gli standard della Congregazione: "È un crimine in diritto canonico mostrare negligenza dolosa o fraudolenta nell'esercizio del proprio dovere. Non sto dicendo che dovremmo iniziare a punire tutti per negligenza nelle funzioni, ma quello che voglio dire è che questo. Non è accettabile che, dopo aver fissato gli standard, le persone non seguono gli standard stabiliti".

### Attività di indagine
Nel luglio 2023 papa Francesco lo ha inviato in Perù per "indagare, ascoltare e riferire" sul caso di Luis Fernando Figari, fondatore del Sodalizio di vita cristiana. Tale indagine ha portato il Dicastero per gli istituti di vita consacrata e le società di vita apostolica ad emettere, il 9 agosto 2024, il decreto esplicitamente approvato dal Santo Padre, con il quale il fondatore è stato espulso dal movimento da lui stesso creato.

## Genealogia episcopale e successione apostolica
La genealogia episcopale è:
- Cardinale Scipione Rebiba
- Cardinale Giulio Antonio Santori
- Cardinale Girolamo Bernerio, O.P.
- Arcivescovo Galeazzo Sanvitale
- Cardinale Ludovico Ludovisi
- Cardinale Luigi Caetani
- Cardinale Ulderico Carpegna
- Cardinale Paluzzo Paluzzi Altieri degli Albertoni
- Papa Benedetto XIII
- Papa Benedetto XIV
- Papa Clemente XIII
- Cardinale Bernardino Giraud
- Cardinale Alessandro Mattei
- Cardinale Pietro Francesco Galleffi
- Cardinale Giacomo Filippo Fransoni
- Cardinale Carlo Sacconi
- Cardinale Edward Henry Howard
- Cardinale Mariano Rampolla del Tindaro
- Cardinale Rafael Merry del Val
- Arcivescovo Mauro Caruana, O.S.B.
- Arcivescovo Michael Gonzi
- Arcivescovo Joseph Mercieca
- Arcivescovo Paul Cremona, O.P.
- Arcivescovo Charles Jude Scicluna

La successione apostolica è:
- Vescovo Joseph Galea-Curmi (2018)